# Lammörarna (vid Rosala, Kimitoön)
Lammörarna är en ö i Finland.   Den ligger i kommunen Kimitoön i den ekonomiska regionen  Åboland  och landskapet Egentliga Finland, i den södra delen av landet, 150 km väster om huvudstaden Helsingfors. Arean är 0,12 kvadratkilometer.
Terrängen på Lammörarna är mycket platt. Öns högsta punkt är 8 meter över havet.